# Stary Sącz (gromada)
Stary Sącz – dawna gromada, czyli najmniejsza jednostka podziału terytorialnego Polskiej Rzeczypospolitej Ludowej w latach 1954–1972.
Gromady, z gromadzkimi radami narodowymi (GRN) jako organami władzy najniższego stopnia na wsi, funkcjonowały od reformy reorganizującej administrację wiejską przeprowadzonej jesienią 1954 do momentu ich zniesienia z dniem 1 stycznia 1973, tym samym wypierając organizację gminną w latach 1954–1972.
Gromadę Stary Sącz z siedzibą GRN w mieście Stary Sącz utworzono 31 grudnia 1961 w powiecie nowosądeckim w woj. krakowskim z obszarów zniesionych gromad Moszczenica Niżna i Barcice.
W kwietniu 1969 dla gromady ustalono 23 członków gromadzkiej rady narodowej. 1 stycznia 1970 gromada składała się ze wsi: Barcice Górne, Barcice Dolne, Moszczenica Niżna, Moszczenica Wyżna, Popowice, Przysietnica i Wola Krogulecka.
Gromada przetrwała do końca 1972 roku, czyli do kolejnej reformy gminnej. Z dniem 1 stycznia 1973 roku reaktywowano zniesioną w 1954 roku gminę Stary Sącz.